# نخست‌وزیر کانادا
نخست‌وزیر کانادا (به انگلیسی: Prime Minister of Canada) (به فرانسوی: Premier ministre du Canada) وزیر اصلی تاج و رئیس کابینه است و به همین ترتیب به عنوان رئیس دولت کانادا، موظف است تا به فرمانروای کانادا یا نایب‌السلطنه در مورد استفاده از قدرت اجرایی که توسط قانون اساسی به آن‌ها واگذار شده، مشورت بدهد.
با وجود اینکه در هیچ‌یک از مدارک قانون اساسی ذکر نشده، بر اساس پیمان‌نامه مقرر - که منشأ آن دورانی است که کانادا مستعمره بریتانیا بوده است - دفتر نخست‌وزیر، تنها تا زمانی وجود خواهد داشت که فرماندار کل به عنوان نماینده فرمانروا بر سر کار باشد. بر همین اساس، فرماندار کل، باید کسی را به عنوان نخست‌وزیر انتخاب کند که با احتمال زیاد بتواند اعتماد مجلس عوام را هدایت کند. ابن شخص معمولاً رهبر حزبی است که بیشترین تعداد کرسی مجلس را در اختیار دارد.
به نخست‌وزیر کانادا منصب «بسیار محترم» (به انگلیسی: The Right Honourable)؛ (به فرانسوی: Le Très Honorable) اهدا می‌شود که مادام‌العمر است.

## نخست‌وزیر کنونی
مارک کارنی از ۹ مارس ۲۰۲۵ به عنوان رهبر حزب لیبرال کانادا و از ۱۴ مارس ۲۰۲۵ به عنوان بیست و چهارمین نخست‌وزیر کانادا انتخاب شده است.